# Bufuka
Bufuka je vas na vzhodni obali jezera Bunyonyi, v podokrožju Kitumba, sedem kilometrov od mesta Kabale v jugozahodni Ugandi. V vasi, ki ima pod svojo pristojnostjo tri otoke, živi 350 ljudi. 
Bufuko je hudo prizadel AIDS, za kar je najbolj odgovoren uradnik na Ugandski železnici, ki je moške iz Bufuke odpeljal v glavno mesto Kampalo na delo, domov pa so prišli okuženi s to smrtonosno boleznijo. Danes v vasi večinoma živijo starejše ženske in sirote.
Ker je Bufuka vas na jezeru, ki je najbližja mestu, se je tukaj prvi hotel, ki je danes v ruševinah, pojavil že v 1960-ih letih. Na področju Bufuke je trenutno pet turističnih kompleksov. Trgovsko središče Rutindo pa dvakrat tedensko gosti lokalni trg. 
Glavni del vasi leži na polotoku, na vrhu katerega stoji protestantska cerkev. Osnovna šola Bufuka je kot podružnica cerkve svoja vrata odprla leta 1938.